# ناحیه هول
ناحیه هول (به عربی: ناحیة الهول) یک ناحیه در سوریه است که در منطقه الحسکه واقع شده‌است. ناحیه هول ۱۴٬۸۰۴ نفر جمعیت دارد.